# Severin Sonntag
Severin Sonntag (* 21. Dezember 1995 in München) ist ein deutscher Schauspieler.

## Wirken
Severin Sonntag begann seine Schauspielkarriere als Kinderdarsteller im Jahr 2002 zunächst in Werbespots. In der Folge hatte er etliche Auftritte in deutschen Fernsehproduktionen. Beispielsweise verkörperte er 2004 in dem Fernsehfilm Das Traumhotel – Verliebt auf Mauritius den Sohn der Hotelchefin. Ebenso wirkte er in bekannten Serien wie Tatort, Der Bergdoktor, SOKO München, Forsthaus Falkenau oder Polizeiruf 110 mit.
Severin Sonntag ist der Bruder der Schauspielerin Laura Sonntag. Er lebt in Wangen im Allgäu.

## Filmografie (Auswahl)
- 2002: Polizeiruf 110: Silikon Walli (Fernsehreihe)
- 2002: Tatort: Der Fremdwohner (Fernsehreihe)
- 2002: Auch Engel wollen nur das Eine (Fernsehfilm)
- 2003:  Weißblaue Wintergeschichten (Fernsehserie, 1 Folge)
- 2003: Die Stimmen (Fernsehfilm)
- 2003: Mädchen Nr. 1 (Fernsehfilm)
- 2004: Das Traumhotel – Verliebt auf Mauritius (Fernsehreihe)
- 2004: Leise Krieger (Kurzfilm)
- 2004: Untreu (Fernsehfilm)
- 2005–2008: Siska (Fernsehserie, 4 Folgen)
- 2005: Damals warst Du still (Fernsehfilm)
- 2005: Schneckentempo (Kurzfilm)
- 2005: Willkommen daheim (Fernsehfilm)
- 2006: Zwei Herzen und zwölf Pfoten (Fernsehserie, 1 Folge)
- 2007: Ein Paradies für Pferde (Fernsehfilm)
- 2007–2011: SOKO München (Fernsehserie, 2 Folgen)
- 2008: Der Bergdoktor (Fernsehserie, 1 Folge)
- 2012–2013: Forsthaus Falkenau (Fernsehserie, 5 Folgen)
- 2013: Aktenzeichen XY … ungelöst (Fernsehreihe, 1 Folge)
- 2013: Zeit der Helden (Fernsehserie, 1 Folge)
- 2013: Kilian (Kurzfilm)
- 2014: SOKO Stuttgart (Fernsehserie, 1 Folge)
- 2017: Van Riper (Kurzfilm)